# Proglumide
Proglumide (Milid) là một loại thuốc ức chế nhu động ống tiêu hóa và làm giảm bài tiết dịch dạ dày. Đây là chất đối kháng cholecystokinin, chặn cả hai subtype CCKA và CCKB. Chất này được sử dụng chủ yếu trong điều trị loét dạ dày, mặc dù hiện nay được thay thế phần lớn bằng các loại thuốc mới.
Một tác dụng phụ thú vị của proglumide là chất này  giảm đau giống thuốc opioid, và có thể ngăn ngừa hoặc thậm chí đảo ngược sự dung nạp thuốc opioid. Chính vì lý do đó mà proglumide trở thành một phương pháp điều trị adjuvant (tạm dịch là bổ trợ) hữu ích để sử dụng cùng với thuốc opioid trong điều trị các bệnh đau mạn tính như ung thư, khi mà thuốc giảm đau opioid phải dùng thời gian dài, làm giảm hiệu quả lâm sàng của các thuốc opioid.
Proglumide cũng được chứng minh là hoạt động như một chất chủ vận -opioid, có thể đóng góp vào tác dụng giảm đau.
Proglumide cũng hoạt động như một bộ khuếch đại hiệu ứng giả dược cho các điều kiện đau. Khi được tiêm vào một đối tượng đã cho biết trước tên thuốc, tác dụng giảm đau của nó lớn hơn hẳn giả dược. Khi được tiêm vào đối tượng một cách bí mật, thuốc này không có tác dụng giảm đau trong khi các loại thuốc giảm đau tiêu chuẩn có tác dụng. Cơ chế được cho là hệ thần kinh kích thích tiết dopamine và opioid nội sinh ở cấu trúc não và tủy sống.